# Nopala
Nopala és un municipi de l'estat d'Hidalgo. Nopala de Villagrán és el cap de municipi i principal centre de població d'aquesta municipalitat. Aquest municipi és a la part occidental de l'estat d'Hidalgo. Limita al nord amb el municipi de Huichapan, al sud amb estat de Mèxic, l'oest amb Querétaro i a l'est amb Tepetitlán i Chapantongo).